# Clethra sleumeriana
Clethra sleumeriana là một loài thực vật có hoa trong họ Clethraceae. Loài này được K.S.Hao mô tả khoa học đầu tiên năm 1937.